# Grégori Derangère

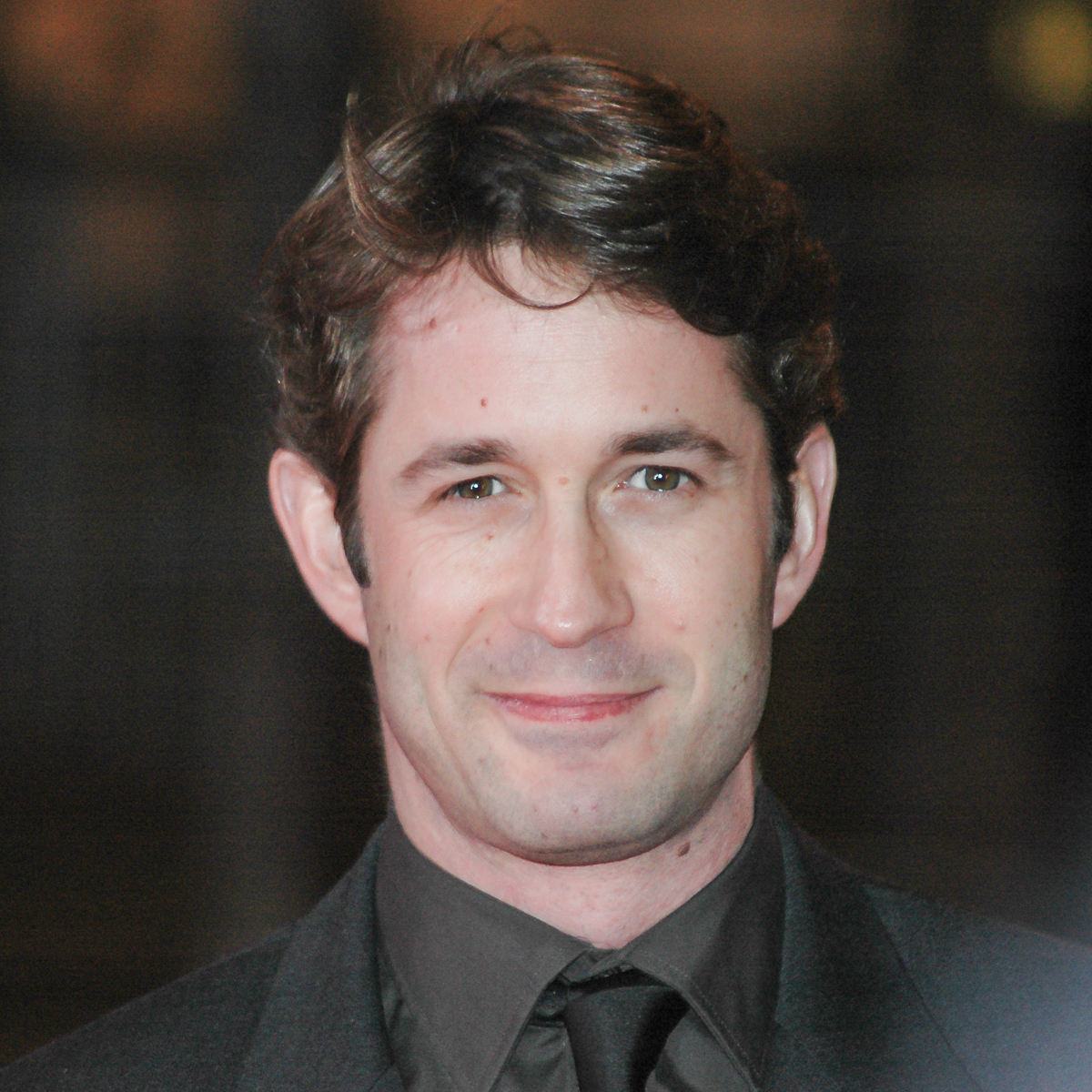
Grégori Derangère, 2007

Grégori Derangère (* 27. März 1971 in Montpellier) ist ein französischer Schauspieler.

## Leben
Derangère wurde in Montpellier geboren, wo seine Eltern Medizin studierten. Er verbrachte seine Kindheit in Moskau, Französisch-Guayana und schließlich in einem Vorort von Paris.
Im Alter von 21 Jahren besuchte er einen Kurs für Dramatische Kunst am berühmten Cours Florent de Paris unter der Professur der Schauspielerin Josephine Derenne. 1993 gab er sein Filmdebüt in dem Fernsehfilm Un air de liberté von Regisseur Éric Barbier. 1995 besuchte er die renommierte École nationale supérieure des arts et techniques du théâtre (ENSATT) in Lyon.
Mit 25 Jahren spielte er 1996 in seinem ersten Kinofilm Anna Oz neben Charlotte Gainsbourg. 1999 entstand unter Regisseur Laurent Perrin der Film 30 ans mit Julie Depardieu, Laurent Lucas und Anne Brochet.
Bei den César-Verleihungen 2002 war der damals 31-Jährige für seine Rolle in dem Ersten Weltkriegsfilm Die Offizierskammer als Bester männlicher Nachwuchsdarsteller nominiert. Für seine Darstellung in dem 2003 entstandenen Zweiter-Weltkrieg-Film Bon Voyage von Regisseur Jean-Paul Rappeneau wurde er 2004 mit dem César als Bester männlicher Nachwuchsdarsteller ausgezeichnet.

## Filmografie
- 1993: Un Air de liberté (TV-Film)
- 1996: Anna Oz
- 1996: Palomas verlorene Tochter (Paloma)
- 1997: Marie Baie des Anges
- 1999: Nur kein Skandal! (Pas de scandale)
- 1999: 30 ans
- 2000: Die Offizierskammer (La chambre des officiers)
- 2002: Mille millièmes, fantaisie immobilière
- 2003: Bon Voyage
- 2003: Die Frau des Leuchtturmwärters (L’equipier)
- 2004: Les Parisiens
- 2004: Le courage d’aimer
- 2004: Die drei Musketiere (Les 3 mousquetaires)
- 2005: Le passager de l’été
- 2005: Charles de Gaulle – Ich bin Frankreich! (Le grand Charles) (TV-Film)
- 2005: Les fragments d’Antonin
- 2006: Agatha Christie: Einladung zum Mord (Petits meurtres en famille) (TV-Film)
- 2007: L’affaire Ben Barka (TV-Film)
- 2007: Der Mord an Prinzessin Diana (The Murder of Princess Diana)
- 2008: Drôle de Noël (TV-Film)
- 2009: Reporters (TV-Serie)
- 2010: Insoupçonnable
- 2010: The Assault (L’assaut)
- 2013: Wann war der Mann ein Mann? (Le déclin de l’empire masculin)
- 2013: Candice Renoir (Fernsehserie, 1 Folge)
- 2017: Kommissar Caïn (Caïn, Fernsehserie, 1 Folge)
- 2018: Mary Higgins Clark: Mysteriöse Verbrechen (Collection Mary Higgins Clark, la reine du suspense, TV-Serie, 1 Folge)
- 2021: Black Box – Gefährliche Wahrheit (Bôite noire)